# Ebremaro di Thérouanne
Ebremaro di Thérouanne (XI secolo – post 1123) fu un prelato della Chiesa cattolica in Outremer nel XII secolo.
Sostituì per un breve periodo Dagoberto da Pisa comme Patriarca latino di Gerusalemme (forse nel 1103 o 1104); fu deposto quando il Papa reintegrò Dagoberto come Patriarca.
Nel 1107 fu nominato arcivescovo di Cesarea.